# Suakin
Suakin (arabsky سواكن‎ Sawákin) je přístav v na severovýchodě Súdánu, na západním pobřeží Rudého moře. Dvojstrannou dohodou je od konce roku 2017 pronajat na 99 let Turecku.

## Současnost
Historické jádro se nachází na kruhovém ostrově o průměru cca 800–1000 m, který je zasazen do přirozené laguny, s průlivem pro vplouvání lodí. S pobřežním moderním městem El-Kef je ostrov spojen mostem postaveným v roce 1877. Všechny stavby jsou postaveny z bloků korálů, které byly získávány v okolí ostrova, aby se zvýšila hloubka tohoto přírodního přístavu. V současné době jsou všechny budovy značně zchátralé a poničené. Nejzachovalejší je velká mešita, bývalá banka a radnice.

## Historie

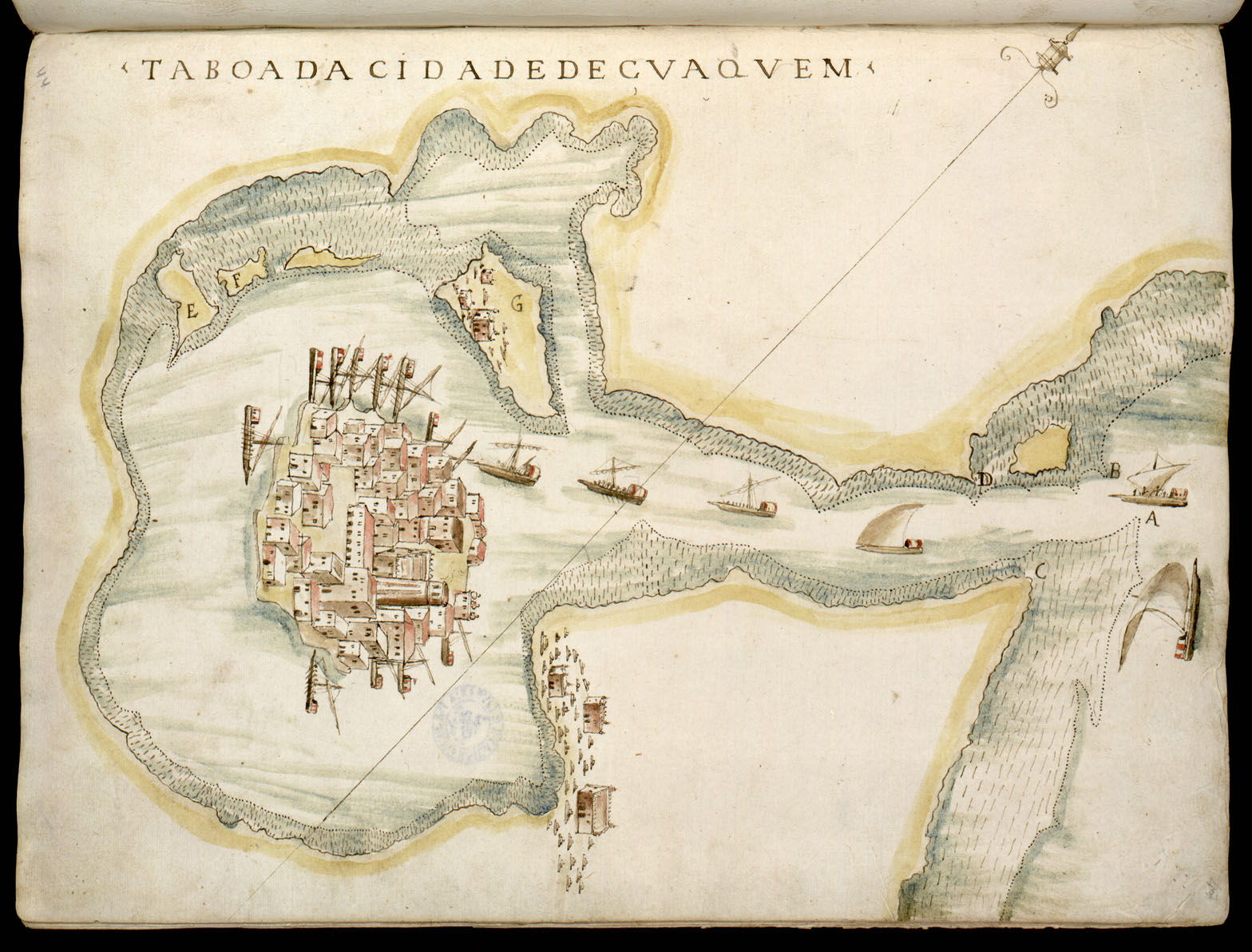
Město na kresbě ze 16. století

Největší význam měl tento přístav v 15.–16. století, kdy byl nejdůležitějším přístavem v celé Africe. Jeho největší sláva je spojena s přepravou otroků a zboží do Indie, na Arabský poloostrov a do Evropy. Svou důležitost sehrávala i možnost přepravy poutníků do Mekky, přičemž dodnes má Suakin přímé spojení se saúdskoarabskou Džiddou. V roce 1517 se vlády nad Suakinem ujímají Turci, když porážejí dosavadní vládce z rodu Fandž. Dle nařízení musely být všechny domy na ostrově postaveny z kamene. Bohatší vrstvy obývaly ostrov, zatímco chudší si stavěli své příbytky na pevnině. Během Mahdího revoluce v 80. letech 19. století byly Angličany na obranu budovány kolem pobřežního města hradby, které dosahují výšky 4 metrů a délky cca 5 kilometrů.
Vzhledem ke své nedostatečné hloubce Suakin ztrácel postupem času svůj význam, neboť zde nemohly kotvit parní lodě s větším ponorem. Z tohoto důvodu se začal v letech 1905–1909 rozšiřovat Port Sudan, který se nachází přibližně 45 km severně od Suakinu. Tím ztratil Suakin zcela na významu a ostrov byl od té doby obydlen jen několika málo obyvateli a dnes je již zcela opuštěn a prezentován jen jako historická památka. Za vstup se vybírá v hlavní bráně symbolické vstupné.

## Pronájem Turecku
Na konci roku 2017 odsouhlasila súdánská vláda pronájem ostrova Turecku na 99 let. Turecko obnoví zničené osmanské přístavní město a vybuduje dok pro údržbu civilních a válečných plavidel.